# Charles Tchakounté Patié
Charles Tchakounté Patié, né en 1970 dans le département du Ndé, dans la région de l’Ouest Cameroun et décédé le 4 Octobre 2020, au Havre en France, est un avocat et ancien bâtonnier de l’ordre des avocats du Cameroun.

## Biographie

### Enfance et formation
Charles Tchakounté Patié est né au Cameroun et est originaire de Bahouoc dans le Ndé à l'Ouest du Cameroun.

### Carrière
Charles Tchakounté Patié était membre de l’ordre des avocats du Cameroun. Il est bâtonnier à la place de Jackson Ngnie Kamga du 25 novembre 2018 jusqu'en 2021 et est remplacé par Mbah Eric Mbah,,,. Il est réputé apolitique. Il meurt le 4 octobre 2020 au Havre durant son mandat,,,. Il reçoit des hommages par ses collègues du corps judiciaire de la cour suprême de Yaoundé et des membres du gouvernement.